# Adrian Zaugg
Adrian Zaugg (ur. 4 listopada 1986 w Singapurze) – południowoafrykański kierowca wyścigowy.

## Kariera

### Formuła BMW
Zaugg karierę rozpoczął w roku 2000 od startów w kartingu. W 2004 roku przeszedł do wyścigów samochodów jednomiejscowych, debiutując w Niemieckiej Formule BMW. Ostatecznie zmagania w niej zakończył na 7. miejscu. Był wówczas kierowcą należącym do programu rozwoju młodych kierowców Red Bulla.

### Formuła Renault
W latach 2005–2006 brał udział we włoskiej oraz europejskiej Formule Renault. W pierwszym podejściu (we szwajcarskim zespole Jenzer Motosport) zmagania w nich zakończył odpowiednio na 5. i 6. miejscu w końcowej klasyfikacji. Rok później sięgnął po tytuł wicemistrzowski we włoskiej serii (odniósł sześć zwycięstw), natomiast w europejskim odpowiedniku wystąpił w zaledwie trzech rundach (dwukrotnie zdobyte punkty pozwoliły mu zająć w klasyfikacji 16. pozycję). Reprezentował wówczas włoską stajnię Cram Competicion.
W sezonie 2006 Adrian dostał szansę startu (w brytyjskiej ekipie Carlin Motosrport) w trzech eliminacjach World Series by Renault (najlepiej zaprezentował się na torze Donington Park, gdzie sięgnął po pole position, by następnie dwukrotnie stanąć na średnim stopniu podium). Uzyskane punkty sklasyfikowały Zaugga na 13. lokacie.
Do Formuły Renault 3.5 powrócił w roku 2009. Startując w austriackiej stajni Interwetten.com Racing, wystąpił w jedenastu wyścigach, w pięciu z nich dojeżdżając na premiowanych punktami pozycjach (w tym raz stanął na podium, zajmując drugie miejsce na krętym, ulicznym torze w Monte Carlo). Na ostatnie trzy eliminacje sezonu, zastąpił go Meksykanin Salvador Durán. Ostatecznie Adrian w klasyfikacji generalnej zajął 14. pozycję.

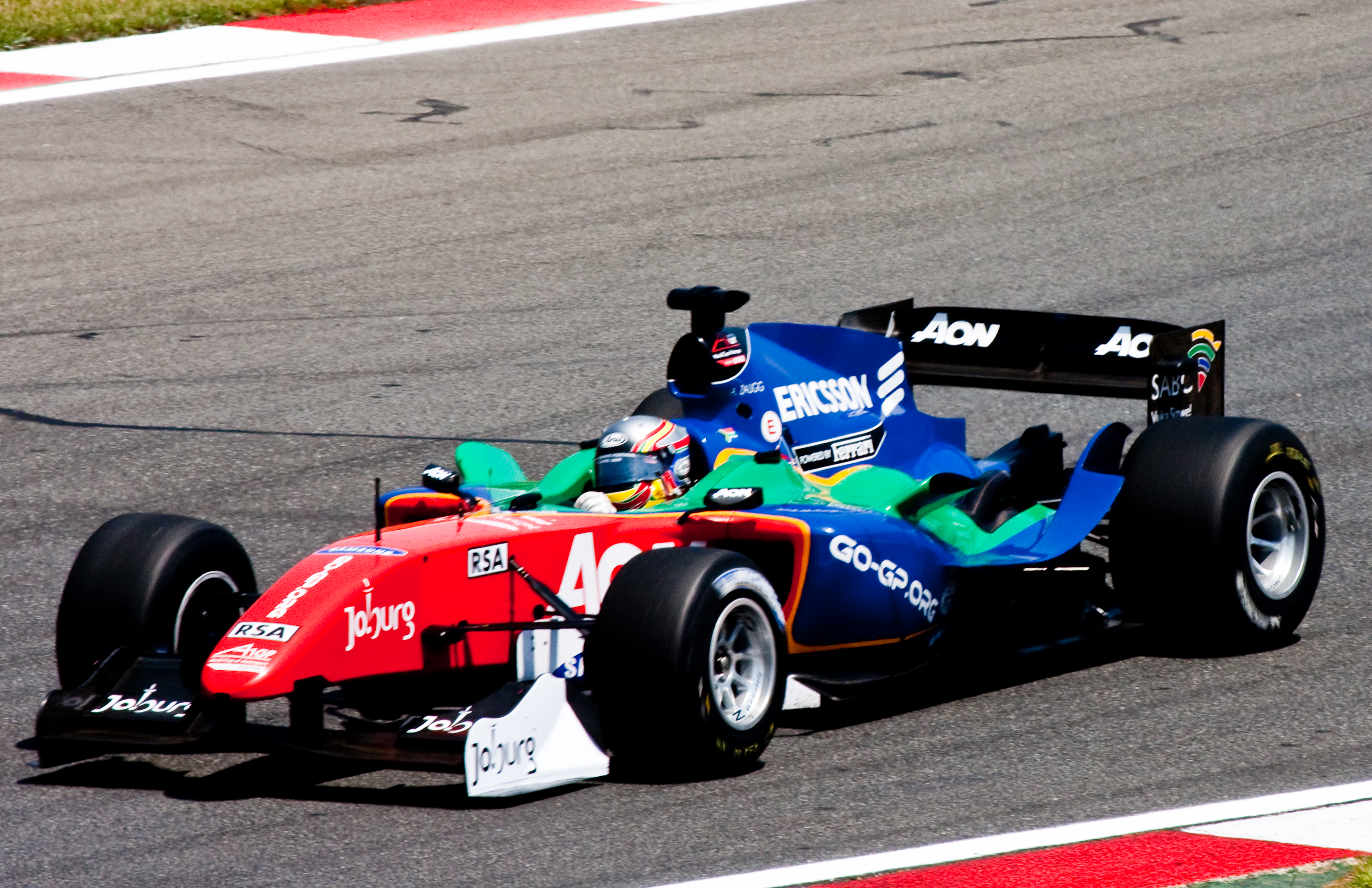
Adrian Zaugg podczas wyścigu A1 Grand Prix w sezonie 2008/2009

### A1 Grand Prix
W przerwie między sezonem 2006 a 2007 Adrian Zaugg zadebiutował w prestiżowej zimowej serii A1 Grand Prix w narodowych barwach RPA. Spośród jedenastu eliminacji Zaugg wziął udział w sześciu rundach, czterokrotnie meldując się na premiowanych pozycjach (w tym dwukrotnie na podium). Afrykanin zaskoczył już w pierwszym wyścigu sezonu, na torze w Holandii, gdzie sięgnął po pole position i zwycięstwo w debiucie. Ostatecznie przyczynił się do zajęcia przez jego stajnię 14. pozycji, w generalnej klasyfikacji.
W kolejnym podejściu (sezon 2008/2009) Adrian Zaugg zaliczył pełny program startów, biorąc udział we wszystkich dziesięciu rundach. W tym czasie czterokrotnie stanął na podium, z czego dwukrotnie na najwyższym stopniu. Oprócz tego cztery razy sięgnął po pierwsze pole startowe. Zdobyte punkty dały jego ekipie przyzwoitą 5. lokatę.

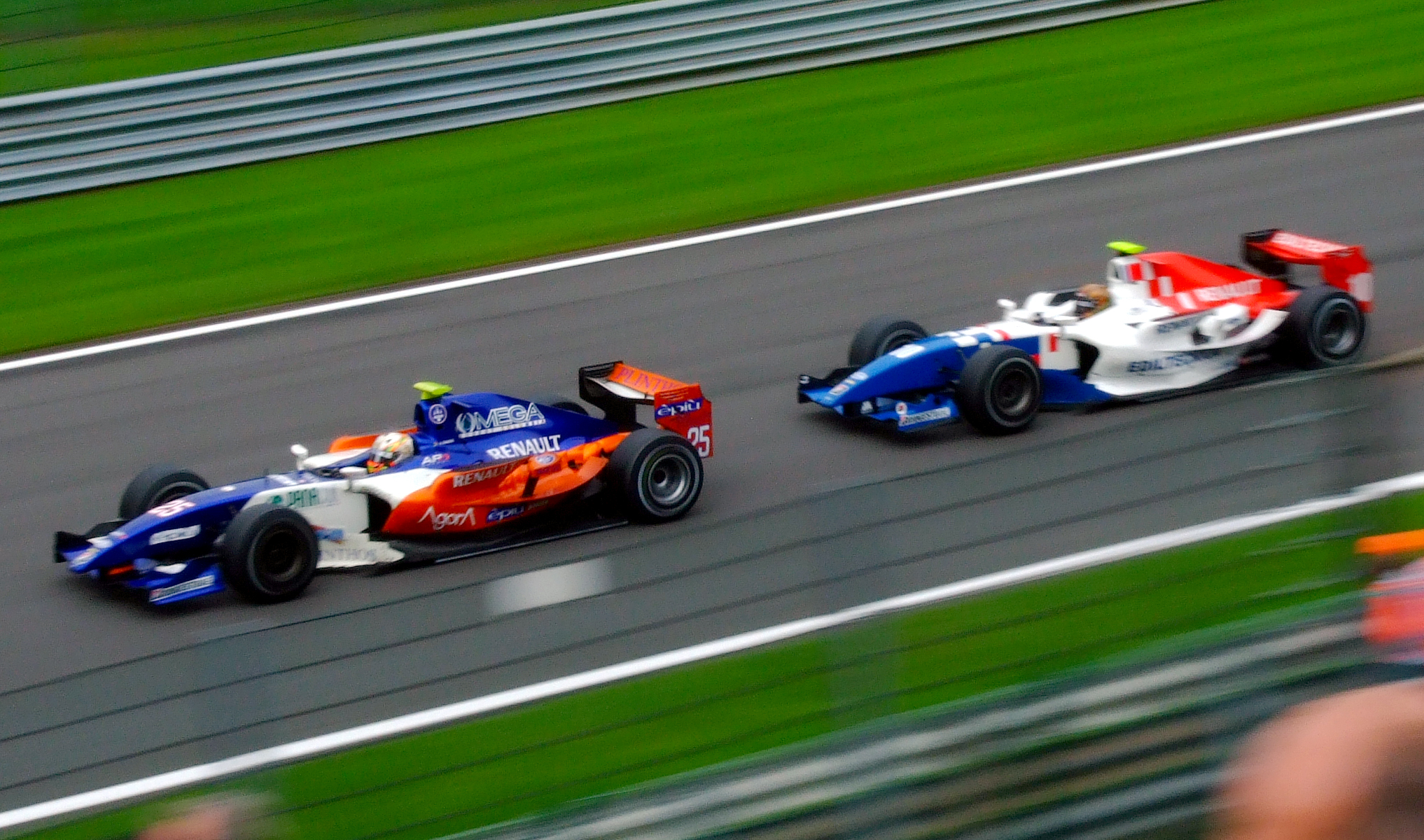
Adrian Zaugg podczas wyścigu Serii GP2 na torze Spa-Francorchamps w sezonie 2010 (przed Włochem Davidem Valsecchim)

### Seria GP2
Na sezon 2007 reprezentant RPA podpisał kontrakt z holenderską stajnią Arden International. W ciągu dziewiętnastu wyścigów Zaugg czterokrotnie dojechał na punktowanej pozycji, zajmując dwukrotnie szóste (w Bahrajnie i we Francji) oraz siódme miejsce (w Niemczech i na Węgrzech). Warto odnotować, iż Adrian za każdym razem po punkty sięgał w głównym wyścigu. Dorobek punktowy pozwolił mu na zajęcie 18. lokaty w generalnej klasyfikacji. W ostatniej eliminacji w Hiszpanii został zastąpiony przez Portugalczyka Filipe Albuquerque.
W azjatyckiej Serii GP2 Zaugg zadebiutował w sezonie 2009/2010. Wystąpił wówczas w jednej rundzie na bahrajńskim torze Sakhir we włoskiej ekipie Trident Racing. Jak sam przyznał, celem tego było zainteresowanie swoją osobą ekipy tej serii. W pierwszym wyścigu zajął ósme miejsce. W drugim, startując zgodnie z regulaminem, z pierwszego pola startowego szybko stracił prowadzenie oraz miejsce w czołówce, a po kolizji z Francuzem Jules’em Bianchim przebił oponę i musiał zjechać do boksów. Ostatecznie wyścig ten zakończył na dziewiętnastej pozycji, a w końcowej klasyfikacji zajął 19. lokatę.
Obiecujące wyniki oraz solidne zaplecze finansowe, skłoniły włoski zespół do zatrudnienia go w roli etatowego kierowcy w europejskim cyklu. Zaugg trzykrotnie meldował się na premiowanych pozycjach, najlepiej spisując się na niemieckim torze Hockenheimring (zajął tam siódme i trzecie miejsce, które było jego pierwszym podium w karierze w GP2). Po punkty sięgnął jeszcze w pierwszym wyścigu, na Monzy, gdzie dojechał na szóstym miejscu. Zdobyte punkty sklasyfikowały go, ponownie jak przed trzema laty, na 18. pozycji.

## Wyniki w GP2
| Legenda oznaczeń w tabelach wyników Wyświetl szablon na nowej stronie | Legenda oznaczeń w tabelach wyników Wyświetl szablon na nowej stronie                                                                     |
| Oznaczenie                                                            | Wyjaśnienie |
| --------------------------------------------------------------------- | --- |
| Złoty                                                                 | Zwycięzca lub mistrzostwo |
| Srebrny                                                               | 2. miejsce lub wicemistrzostwo |
| Brązowy                                                               | 3. miejsce lub II wicemistrzostwo |
| Zielony                                                               | Ukończył, punktował (w klasyfikacji generalnej, gdy zdobył co najmniej jeden punkt na przestrzeni sezonu, poza trzema powyższymi opcjami) |
| Niebieski                                                             | Ukończył, nie punktował (w klasyfikacji generalnej, gdy nie zdobył co najmniej jednego punktu na przestrzeni sezonu)                      |
| Czerwony                                                              | Nie zakwalifikował się (NZ) |
| Czerwony                                                              | Nie prekwalifikował się (NPK) |
| Różowy                                                                | Nie ukończył (NU) |
| Różowy                                                                | Niesklasyfikowany (NS) (w klasyfikacji generalnej, gdy nie został sklasyfikowany w żadnym wyścigu sezonu)                                 |
| Czarny                                                                | Zdyskwalifikowany (DK) |
| Czarny                                                                | Wykluczony (WYK/EX) |
| Biały                                                                 | Nie wystartował (NW) |
| Biały                                                                 | Kontuzjowany (K/INJ) |
| Biały                                                                 | Wyścig odwołany (OD/C) |
| Bez koloru                                                            | Został wycofany (WYC/WD) |
| Bez koloru                                                            | Nie przybył (NP/DNA) |
| Bez koloru                                                            | Nie brał udziału w treningach (NT/DNP) |
| Bez koloru                                                            | Nie został zgłoszony (–) |
| Pogrubienie                                                           | Start z pole position |
| Kursywa                                                               | Najszybsze okrążenie wyścigu |
| †                                                                     | Nie ukończył, ale jego rezultat został zaliczony ze względu na przejechanie więcej niż 90% dystansu wyścigu.                              |
| *                                                                     | Sezon w trakcie |
| 1/2/3                                                                 | Punktowana pozycja w sprincie kwalifikacyjnym                                                                                             |
| Lista systemów punktacji Formuły 1                                    | |

| Rok  | Zespół              | Wyniki w poszczególnych eliminacjach | Wyniki w poszczególnych eliminacjach | Wyniki w poszczególnych eliminacjach | Wyniki w poszczególnych eliminacjach | Wyniki w poszczególnych eliminacjach | Wyniki w poszczególnych eliminacjach | Wyniki w poszczególnych eliminacjach | Wyniki w poszczególnych eliminacjach | Wyniki w poszczególnych eliminacjach | Wyniki w poszczególnych eliminacjach | Wyniki w poszczególnych eliminacjach | Wyniki w poszczególnych eliminacjach | Wyniki w poszczególnych eliminacjach | Wyniki w poszczególnych eliminacjach | Wyniki w poszczególnych eliminacjach | Wyniki w poszczególnych eliminacjach | Wyniki w poszczególnych eliminacjach | Wyniki w poszczególnych eliminacjach | Wyniki w poszczególnych eliminacjach | Wyniki w poszczególnych eliminacjach | Wyniki w poszczególnych eliminacjach | Punkty | Pozycja |
| ---- | ------------------- | ------------------------------------ | ------------------------------------ | ------------------------------------ | ------------------------------------ | ------------------------------------ | ------------------------------------ | ------------------------------------ | ------------------------------------ | ------------------------------------ | ------------------------------------ | ------------------------------------ | ------------------------------------ | ------------------------------------ | ------------------------------------ | ------------------------------------ | ------------------------------------ | ------------------------------------ | ------------------------------------ | ------------------------------------ | ------------------------------------ | ------------------------------------ | ------ | ------- |
| 2007 | Arden International | BHR                                  | BHR                                  | ESP                                  | ESP                                  | MON                                  | FRA                                  | FRA                                  | GBR                                  | GBR                                  | DEU                                  | DEU                                  | HUN                                  | HUN                                  | TUR                                  | TUR                                  | ITA                                  | ITA                                  | BEL                                  | BEL                                  | VAL                                  | VAL                                  | 10     | 18      |
| 2007 | Arden International | 6                                    | 17                                   | NU                                   | 13                                   | 9                                    | 6                                    | NU                                   | 14                                   | 19                                   | 7                                    | NU                                   | 7                                    | NU                                   | NU                                   | 15                                   | NU                                   | NU                                   | 13                                   | 19                                   | –                                    | –                                    | 10     | 18      |
| 2010 | Trident Racing      | ESP                                  | ESP                                  | MON                                  | MON                                  | TUR                                  | TUR                                  | VAL                                  | VAL                                  | GBR                                  | GBR                                  | DEU                                  | DEU                                  | HUN                                  | HUN                                  | BEL                                  | BEL                                  | ITA                                  | ITA                                  | ARE                                  | ARE                                  |                                      | 9      | 18      |
| 2010 | Trident Racing      | 16                                   | 15                                   | NU                                   | 12                                   | NU                                   | NU                                   | 14                                   | 15                                   | 15                                   | 21                                   | 7                                    | 3                                    | 15                                   | 8                                    | 15                                   | 9                                    | 6                                    | 7                                    | NU                                   | NW                                   |                                      | 9      | 18      |

## Wyniki w Azjatyckiej Serii GP2
| Legenda oznaczeń w tabelach wyników Wyświetl szablon na nowej stronie | Legenda oznaczeń w tabelach wyników Wyświetl szablon na nowej stronie                                                                     |
| Oznaczenie                                                            | Wyjaśnienie |
| --------------------------------------------------------------------- | --- |
| Złoty                                                                 | Zwycięzca lub mistrzostwo |
| Srebrny                                                               | 2. miejsce lub wicemistrzostwo |
| Brązowy                                                               | 3. miejsce lub II wicemistrzostwo |
| Zielony                                                               | Ukończył, punktował (w klasyfikacji generalnej, gdy zdobył co najmniej jeden punkt na przestrzeni sezonu, poza trzema powyższymi opcjami) |
| Niebieski                                                             | Ukończył, nie punktował (w klasyfikacji generalnej, gdy nie zdobył co najmniej jednego punktu na przestrzeni sezonu)                      |
| Czerwony                                                              | Nie zakwalifikował się (NZ) |
| Czerwony                                                              | Nie prekwalifikował się (NPK) |
| Różowy                                                                | Nie ukończył (NU) |
| Różowy                                                                | Niesklasyfikowany (NS) (w klasyfikacji generalnej, gdy nie został sklasyfikowany w żadnym wyścigu sezonu)                                 |
| Czarny                                                                | Zdyskwalifikowany (DK) |
| Czarny                                                                | Wykluczony (WYK/EX) |
| Biały                                                                 | Nie wystartował (NW) |
| Biały                                                                 | Kontuzjowany (K/INJ) |
| Biały                                                                 | Wyścig odwołany (OD/C) |
| Bez koloru                                                            | Został wycofany (WYC/WD) |
| Bez koloru                                                            | Nie przybył (NP/DNA) |
| Bez koloru                                                            | Nie brał udziału w treningach (NT/DNP) |
| Bez koloru                                                            | Nie został zgłoszony (–) |
| Pogrubienie                                                           | Start z pole position |
| Kursywa                                                               | Najszybsze okrążenie wyścigu |
| †                                                                     | Nie ukończył, ale jego rezultat został zaliczony ze względu na przejechanie więcej niż 90% dystansu wyścigu.                              |
| *                                                                     | Sezon w trakcie |
| 1/2/3                                                                 | Punktowana pozycja w sprincie kwalifikacyjnym                                                                                             |
| Lista systemów punktacji Formuły 1                                    | |

| Rok       | Zespół         | Wyniki w poszczególnych eliminacjach | Wyniki w poszczególnych eliminacjach | Wyniki w poszczególnych eliminacjach | Wyniki w poszczególnych eliminacjach | Wyniki w poszczególnych eliminacjach | Wyniki w poszczególnych eliminacjach | Wyniki w poszczególnych eliminacjach | Wyniki w poszczególnych eliminacjach | Punkty | Pozycja |
| --------- | -------------- | ------------------------------------ | ------------------------------------ | ------------------------------------ | ------------------------------------ | ------------------------------------ | ------------------------------------ | ------------------------------------ | ------------------------------------ | ------ | ------- |
| 2009/2010 | Trident Racing | ARE                                  | ARE                                  | ARE                                  | ARE                                  | BHR                                  | BHR                                  | BHR                                  | BHR                                  | 1      | 19      |
| 2009/2010 | Trident Racing | –                                    | –                                    | –                                    | –                                    | 8                                    | 19                                   | –                                    | –                                    | 1      | 19      |

## Wyniki w Formule Renault 3.5
| Legenda oznaczeń w tabelach wyników Wyświetl szablon na nowej stronie | Legenda oznaczeń w tabelach wyników Wyświetl szablon na nowej stronie                                                                     |
| Oznaczenie                                                            | Wyjaśnienie |
| --------------------------------------------------------------------- | --- |
| Złoty                                                                 | Zwycięzca lub mistrzostwo |
| Srebrny                                                               | 2. miejsce lub wicemistrzostwo |
| Brązowy                                                               | 3. miejsce lub II wicemistrzostwo |
| Zielony                                                               | Ukończył, punktował (w klasyfikacji generalnej, gdy zdobył co najmniej jeden punkt na przestrzeni sezonu, poza trzema powyższymi opcjami) |
| Niebieski                                                             | Ukończył, nie punktował (w klasyfikacji generalnej, gdy nie zdobył co najmniej jednego punktu na przestrzeni sezonu)                      |
| Czerwony                                                              | Nie zakwalifikował się (NZ) |
| Czerwony                                                              | Nie prekwalifikował się (NPK) |
| Różowy                                                                | Nie ukończył (NU) |
| Różowy                                                                | Niesklasyfikowany (NS) (w klasyfikacji generalnej, gdy nie został sklasyfikowany w żadnym wyścigu sezonu)                                 |
| Czarny                                                                | Zdyskwalifikowany (DK) |
| Czarny                                                                | Wykluczony (WYK/EX) |
| Biały                                                                 | Nie wystartował (NW) |
| Biały                                                                 | Kontuzjowany (K/INJ) |
| Biały                                                                 | Wyścig odwołany (OD/C) |
| Bez koloru                                                            | Został wycofany (WYC/WD) |
| Bez koloru                                                            | Nie przybył (NP/DNA) |
| Bez koloru                                                            | Nie brał udziału w treningach (NT/DNP) |
| Bez koloru                                                            | Nie został zgłoszony (–) |
| Pogrubienie                                                           | Start z pole position |
| Kursywa                                                               | Najszybsze okrążenie wyścigu |
| †                                                                     | Nie ukończył, ale jego rezultat został zaliczony ze względu na przejechanie więcej niż 90% dystansu wyścigu.                              |
| *                                                                     | Sezon w trakcie |
| 1/2/3                                                                 | Punktowana pozycja w sprincie kwalifikacyjnym                                                                                             |
| Lista systemów punktacji Formuły 1                                    | |

| Rok  | Zespół                 | Wyniki w poszczególnych eliminacjach | Wyniki w poszczególnych eliminacjach | Wyniki w poszczególnych eliminacjach | Wyniki w poszczególnych eliminacjach | Wyniki w poszczególnych eliminacjach | Wyniki w poszczególnych eliminacjach | Wyniki w poszczególnych eliminacjach | Wyniki w poszczególnych eliminacjach | Wyniki w poszczególnych eliminacjach | Wyniki w poszczególnych eliminacjach | Wyniki w poszczególnych eliminacjach | Wyniki w poszczególnych eliminacjach | Wyniki w poszczególnych eliminacjach | Wyniki w poszczególnych eliminacjach | Wyniki w poszczególnych eliminacjach | Wyniki w poszczególnych eliminacjach | Wyniki w poszczególnych eliminacjach | Punkty | Pozycja |
| ---- | ---------------------- | ------------------------------------ | ------------------------------------ | ------------------------------------ | ------------------------------------ | ------------------------------------ | ------------------------------------ | ------------------------------------ | ------------------------------------ | ------------------------------------ | ------------------------------------ | ------------------------------------ | ------------------------------------ | ------------------------------------ | ------------------------------------ | ------------------------------------ | ------------------------------------ | ------------------------------------ | ------ | ------- |
| 2006 | Carlin Motorsport      | ZOL                                  | ZOL                                  | MON                                  | TUR                                  | TUR                                  | ITA                                  | ITA                                  | SFR                                  | SFR                                  | DEU                                  | DEU                                  | GBR                                  | GBR                                  | FRA                                  | FRA                                  | ESP                                  | ESP                                  | 33     | 13      |
| 2006 | Carlin Motorsport      | –                                    | –                                    | –                                    | –                                    | –                                    | –                                    | –                                    | –                                    | –                                    | 17                                   | 8                                    | 2                                    | 2                                    | –                                    | –                                    | 6                                    | NU                                   | 33     | 13      |
| 2009 | Interwetten.com Racing | CAT                                  | CAT                                  | BEL                                  | BEL                                  | MON                                  | HUN                                  | HUN                                  | GBR                                  | GBR                                  | FRA                                  | FRA                                  | PRT                                  | PRT                                  | DEU                                  | DEU                                  | ARA                                  | ARA                                  | 27     | 14      |
| 2009 | Interwetten.com Racing | 10                                   | 5                                    | 12                                   | 7                                    | 2                                    | 10                                   | NU                                   | 13                                   | 11                                   | NU                                   | 15                                   | –                                    | –                                    | –                                    | –                                    | –                                    | –                                    | 27     | 14      |